# آلودگی نفتی جنگ خلیج فارس

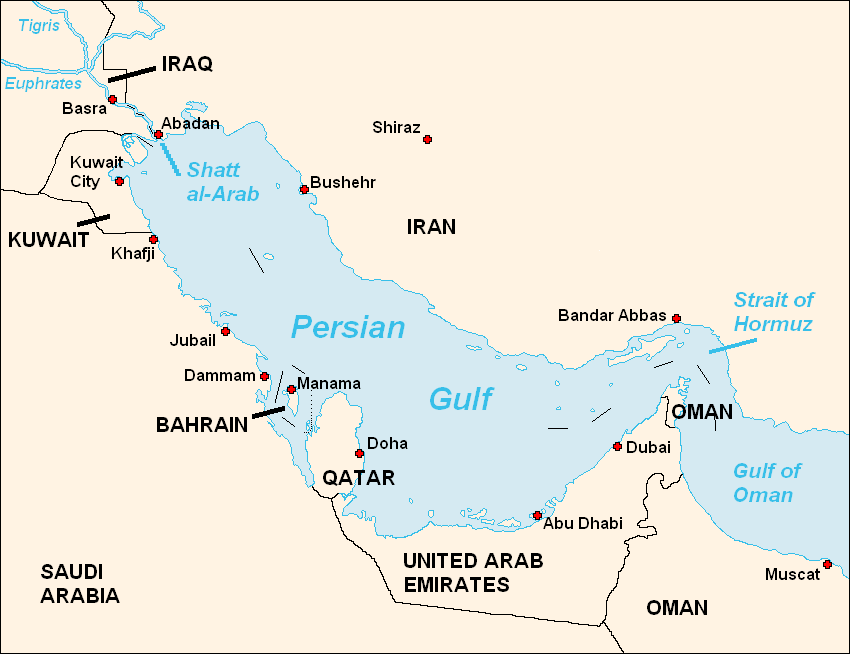
نقشه خلیج فارس و کشورهایی که آن را احاطه کرده‌اند.

آلودگی نفتی جنگ خلیج فارس یا نشت نفت در جنگ خلیج فارس یکی از بزرگ‌ترین آلودگی‌های نفتی تاریخ بود که در طول جنگ خلیج فارس در سال ۱۹۹۱ به‌وجود آمد. در ژانویهٔ سال ۱۹۹۱، نیروهای عراقی ظاهراً شروع به ریختن عمدی نفت به خلیج فارس کردند تا مانع از حضور نیروهای ائتلاف آمریکایی در سواحل آن‌ها شوند. نفت ریخته‌شده، حدود ۴٬۰۰۰٬۰۰۰ بشکه (۴۸۰٬۰۰۰ متر مکعب) بود. یک مطالعهٔ اولیه در سال ۱۹۹۳ نشان داد که این نشت، عواقب طولانی‌مدت زیست‌محیطی نخواهد داشت، اما بسیاری از مطالعات از سال ۱۹۹۱ به این نتیجه رسیدند که این نشت نفت، باعث آسیب زیست‌محیطی به رسوبات خط ساحلی و گونه‌های دریایی و اکوسیستم‌ها می‌شود. این نشت که یک اقدام تروریستی زیست‌محیطی تلقی می‌شود، یک حرکت سیاسی جنجالی بود که پیامدهایی برای جنگ خلیج فارس داشت و به کویت و عربستان سعودی و محیط زیست منطقه آسیب زد.

## زمینه

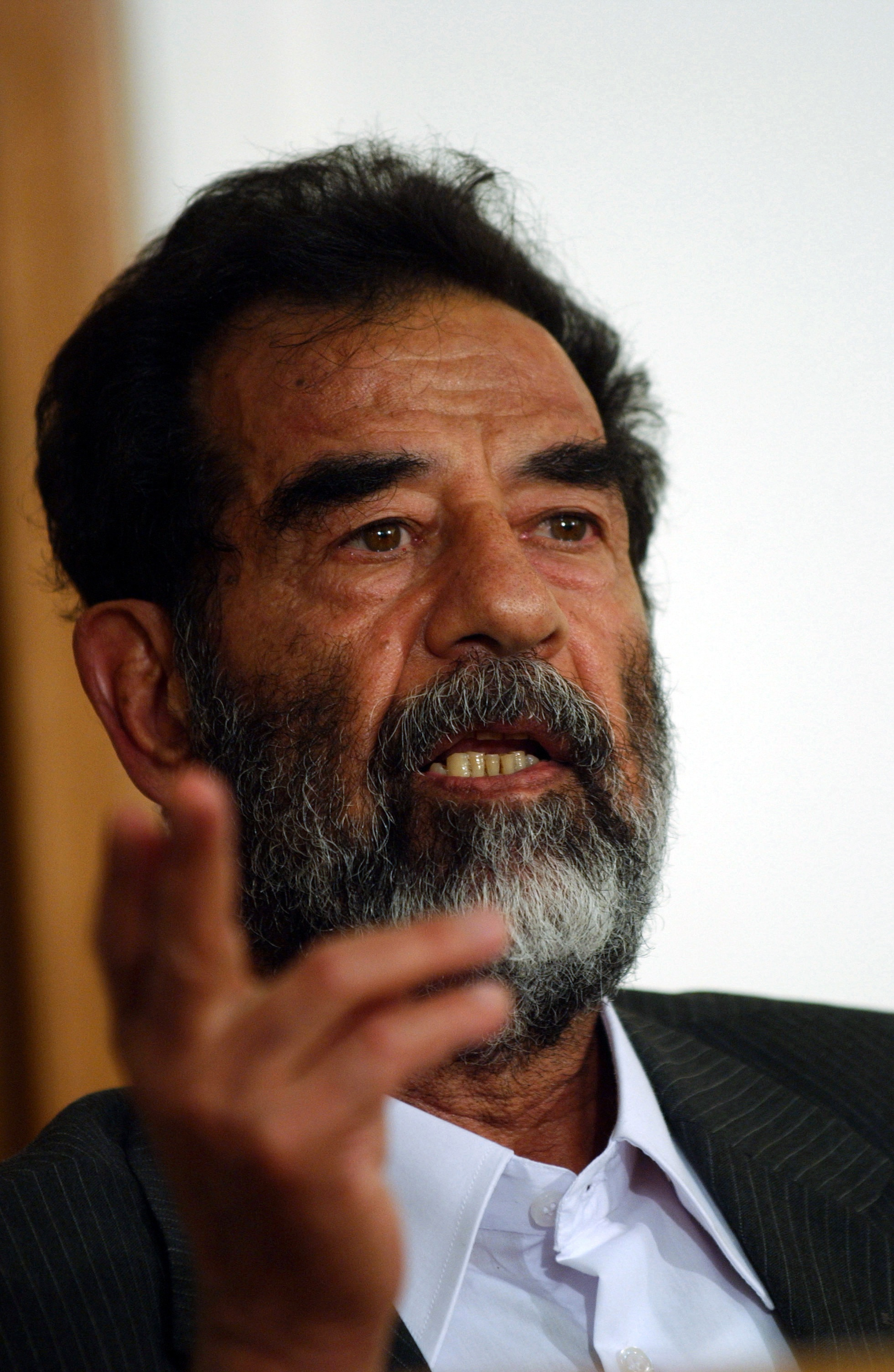
صدام حسین در سال ۲۰۰۴، رهبر دولت عراق در زمان نشت نفت

آلودگی نفتی جنگ خلیج فارس همزمان با جنگ خلیج فارس روی داد. این جنگ که بین عراق در زمان صدام حسین و نیروهای ائتلاف درگرفت، با حمله عراق و اشغال کویت در ۲ اوت ۱۹۹۰ آغاز شد. این تهاجم، نتیجهٔ اختلافات دیرینه ارضی و نفتی بود. چندین ماه پس از جنگ، نیروهای ائتلاف در ۱۶ ژانویه ۱۹۹۱ حملاتی را به ارتش عراق در عراق و کویت رهبری کردند. نزدیک به یک هفته بعد، نیروهای عراقی با ریختن نفت به خلیج فارس، با این حملات مقابله کردند که در نهایت منجر به آلودگی نفتی عظیم جنگ خلیج فارس شد. به گفتهٔ وزیر انرژی، جیمز دی واتکینز، ارتش ایالات متحده قبلاً برای چنین اقدامی آماده شده بود، زیرا صدام حسین قبلاً تهدید کرده بود که در صورت حملهٔ آمریکا، نفت به خلیج فارس خواهد ریخت.

## ریختن نفت
در پایان ژانویهٔ ۱۹۹۱، عراق شروع به ریختن عمدی مقادیر زیادی نفت به خلیج فارس کرد. این عمل، تلاشی آشکار برای خنثی کردن فرود احتمالی تفنگداران دریایی ایالات متحده در سواحل کویت بود. عراق در شکایتی به سازمان ملل، ادعاهایی مبنی بر این‌که آن‌ها عمداً باعث نشت آب شده‌اند را رد کرد و مدعی شد که حملات هوایی آمریکا باعث تخلیهٔ نفت از دو نفت‌کش عراقی شده‌است.
نیروهای ائتلاف، منبع اصلی نشت نفت را یک پایانه نفتی در آب‌های کویت تعیین کردند که به‌مدت یک هفته، روزانه ۷۰٬۰۰۰ تا ۸۰٬۰۰۰ تُن نفت نشت می‌کرد. در ۲۶ ژانویه، سه جنگنده بمب‌افکن اف-۱۱۷ ایالات متحده، خطوط لوله را برای جلوگیری از نشتِ بیشترِ نفت به خلیج فارس منهدم کردند. چندین منبع دیگر نفت نیز فعال بودند که شامل نفت‌کش‌ها و یک پالایشگاه نفت کویتی آسیب‌دیده در نزدیکی منا الاحمدی و نفتکش‌ها در نزدیکی جزیره بوبیان و پایانهٔ منا البکر عراق بودند.
برآوردهای اولیهٔ پنتاگون در مورد حجم نفت ریخته‌شده حدود ۱۱٬۰۰۰٬۰۰۰ بشکه آمریکایی (۱٬۳۰۰٬۰۰۰ متر مکعب) بود. این عدد، به‌طور قابل‌توجهی توسط مطالعات بعدی و با جزئیات بیشتر تعدیل شدند. محققان دولتی، حجم نفت ریخته‌شده را بین ۴٬۰۰۰٬۰۰۰ بشکه آمریکایی (۴۸۰٬۰۰۰ متر مکعب) و ۶٬۰۰۰٬۰۰۰ بشکه آمریکایی (۷۲۰٬۰۰۰ متر مکعب) برآورد کردند. در حالی‌که محققان خصوصی، این مقدار را بین ۲٬۰۰۰٬۰۰۰ بشکه آمریکایی (۲۴۰٬۰۰۰ متر مکعب) و برآورد کردند.
اندازهٔ لکهٔ نفتی ایجادشده، به حداکثر ۱۰۱ مایل (۱۶۳ کیلومتر) در ۴۲ مایل (۶۸ کیلومتر) و ضخامت آن، در برخی مناطق، تا ۵ اینج (۱۳ سانتی‌متر) بود.

## پاک‌سازی
پس از وقوع نشت، تلاش‌هایی برای پاک‌سازی و بازیابی نفت، مکش و حذف آن از سطح آب انجام شد. تا آوریل ۱۹۹۱، تخمین زده می‌شود که صدها هزار بشکه نفت، از خلیج فارس حذف شده بود. با این‌حال، روند پاکسازی به دلیل کمبود بودجه و تجهیزات و همچنین به‌دلیل جنگ جاری خلیج فارس با مانع مواجه شد. با توجه به این موانع و تمرکز بیشتر تلاش‌ها برای پاک‌سازی بر روی بازیابی نفت، پاک‌سازی بسیار کمی در سواحل عربستان سعودی انجام شد. در مقاله ای از وال‌استریت جورنال که ۱۴ ماه پس از وقوع این آلودگی نفتی نوشته شد، کن ولز گزارش داد که همچنان حدود ۳۷۵ مایل (۶۰۴ کیلومتر) خط ساحلی پوشیده از نفت باقی مانده‌است. عدم توجه به پاک‌سازی در سواحل عربستان سعودی و سایر محیط‌های حساس مانند جنگل‌های حرا و تالاب‌ها، دولت عربستان را مورد انتقاد گروه‌های دوست‌دار محیط زیست قرار داد که نگران اثرات ماندگار نفت بر طبیعت بودند.

## اثرات زیست‌محیطی
لیپمن و بوث در گزارشی برای واشینگتن پست در ۲۶ ژانویه ۱۹۹۱ از کارشناسان متعددی استناد کردند که نگرانی‌های زیادی در مورد این آلودگی نفتی و تأثیرات آن بر محیط زیست داشتند و آن را یک «فاجعه زیست‌محیطی» نامیدند. علاوه بر صنایعی که در حاشیهٔ خلیج فارس قرار دارد، این منطقه میزبان اکوسیستم‌های متنوعی از جمله گونه‌های در حال انقراض و بومی بود. در پی این آلودگی نفتی، محققان و دوست‌داران محیط زیست نگرانی‌های جدی در مورد مرگ و میر اکوسیستم خلیج فارس داشتند. طبق گزارش کن ولز در وال‌استریت جورنال، تحقیقات در مورد تأثیرات این آلودگی بر محیط زیست در اسرع وقت پس از آلودگی آغاز شد، به‌طوری که اداره ملی اقیانوسی و جوی (NOAA) در آوریل ۱۹۹۲ نتایج اولیه‌ای را در این رابطه دریافت کرد. چنین تحقیقاتی تا سال ۲۰۲۰ ادامه داشته‌است.

## اثرات سیاسی و اقتصادی
در نخستین روزهای نشت، از رئیس‌جمهور آمریکا نقل شد که استراتژی نشت را اقدامی «بیمارگونه» از صدام حسین خواند. یکی از نمایندگان پنتاگون، پیت ویلیامز، این نشت را به‌عنوان «تروریسم زیست‌محیطی» توصیف کرد و راجر ای. مک مأنوس از مرکز حفاظت از دریا گفت که صدام حسین «باید به خاطر جنایات نفرت‌انگیز خود علیه محیط زیست، پاسخگو باشد.» آلودگی نفتی جنگ خلیج فارس «نخستین اقدام شناخته‌شده در مقیاس بزرگ اکوتروریسم در جهان» در نظر گرفته می‌شود.
آلودگی نفتی جنگ خلیج فارس، خسارت اقتصادی قابل‌توجهی به ماهی‌گیری و صنایع نفتی در اطراف خلیج فارس وارد کرد. به‌دلیل جنگ و به‌ویژه به‌دلیل این نشت، ماهی‌گیری و صید میگو در خلیج فارس در سال ۱۹۹۱ متوقف شد. این اتفاق همچنین به تجهیزات و زیرساخت‌های ماهیگیری آسیب رساند. به گفتهٔ عیسی و ومپاتی، این آلودگی باعث از بین رفتن ۱٫۵ تا ۲ درصدی ذخایر نفتی کویت و ضرر ۱۲٫۳ تا ۳۸٫۴ میلیارد دلاری به این کشور شد.